# کلیرمانت (داکوتای جنوبی)
کلیرمانت(به انگلیسی: Claremont) شهری در ایالت داکوتای جنوبی کشور ایالات متحده آمریکا است که جمعیت آن در سرشماری سال ۲۰۱۰ میلادی، ۱۲۷ نفر بوده‌است.